# Na Forbacha
Na Forbacha (en anglès Furbo o Furbogh) és un llogaret d'Irlanda, a la Gaeltacht de Cois Fharraige comtat de Galway, a la província de Connacht. Està situada a la costa entre Bearna i An Spidéal. L'irlandès és la llengua usada a l'escola, a l'església i als afers comunitaris. La xifra dels que parlen l'irlandè quotidianament és del 39%. Na Forbacha és la primera vila després de la ciutat de Galway el gaèlic irlandès és la llengua habitual, i la situació és més forta que a An Spidéal. Aquí s'hi troba la seu de l'Údarás na Gaeltachta.
Té un estil d'assentament típic Gaeltacht sense cap carrer del poble o centre, sinó que comprèn al voltant de catorze llogarets, la majoria dels quals van de nord a sud des del pantà fins a la platja. Tot i que l'assentament està a uns 12 km del centre de la ciutat de Galway ha mantingut el seu caràcter rural amb molt èxit en els últims anys a causa de la forta oposició de la població local al desenvolupament a gran escala. A causa de la seva proximitat a Galway i la pressió resultants dels promotors immobiliaris, les urbanitzacions generalment apliquen una clàusula de llengua irlandesa. Actualment els desenvolupaments d'habitatge tenen el requisit que més del 80% d'unitats habitacionals es reserven per a parlants d'irlandès.
L'acord consta de les següents townlands: Cnocán an Bhodaigh, an Straidhp, an tSaoirsin, Baile na hAbhann, na Poillíní, Doire Uachtair, Aill an Phréacháin, an Coisméig Mór, na Forbacha Garbha, Seanadh Fhréachóg, i Cnoc na Gréine.